# Amalophyllon macrophyllum
Amalophyllon macrophyllum là một loài thực vật có hoa trong họ Tai voi. Loài này được (Wiehler) Boggan, L.E. Skog & Roalson mô tả khoa học đầu tiên năm 2008.